# Tanzania Breweries
Tanzania Breweries Limited (TBL) ist ein tansanisches Unternehmen mit Sitz in Daressalam. Es ist im Brauereiwesen tätig und das älteste und größte Brauereiunternehmen in Tansania. Das Unternehmen stellt Malzbier, alkoholfreie Malzgetränke, alkoholische Fruchtgetränke und Wein her. Die Gruppe verfügt über vier Brauereien, eine Destillerie und Mälzereien in Arusha, Dar es Salaam, Mbeya und Mwanza.
Tanzania Breweries ist ein Tochterunternehmen des weltgrößten Brauereikonzerns ABInBev (Anteil 57,54 %). Die Aktien sind an der Dar es Salaam Stock Exchange notiert.

## Geschichte
Tanzania Breweries Limited wurde 1933 als Tanganyika Breweries in Tanganyika (heute Teil Tansanias) gegründet. Tanganyika Breweries wurde 1935 von Kenya Breweries Limited mit Sitz in Nairobi übernommen. 1936 schlossen sich Tanganyika Breweries und Kenya Breweries Limited zur East African Breweries Limited (EABL) zusammen.
Im Jahr 1964 wurde der Firmenname nach der politischen Vereinigung von Tanganjika und der Volksrepublik Sansibar und Pemba zur Vereinigten Republik Tansania von Tanganyika Breweries Limited in Tanzania Breweries Limited geändert. 1967 erwarb die tansanische Regierung einen Anteil von 45 Prozent an der Tanzania Breweries Limited und erlangte später während der Verstaatlichung der Industrie im Jahr 1979 gemäß der Arusha-Deklaration die vollständige Kontrolle. Danach wurde TBL schlecht geführt und fuhr nur Verluste ein.
Die Regierung arbeitete seit 1993 mit South African Breweries International (heute SABMiller) zusammen. Es wurden 22,5 Millionen US-Dollar in Tanzania Breweries Limited investiert, wodurch SABMiller 50 % der Anteile erhielt. In den nächsten drei Jahren wurde die Produktion fast verdreifacht.
Tanzania Breweries Limited wurde am 9. September 1998 an der Börse von Dar es Salaam notiert. Es war erst das zweite Unternehmen, das dort notiert wurde. Im Jahr 2002 erwarb EABL eine 20-prozentige Beteiligung an Tanzania Breweries Limited. EABL verließ den tansanischen Markt, indem es seine Tochtergesellschaft Kibo an Tanzania Breweries Limited übergab. Diese Partnerschaft verschaffte TBL ab 2004 einen Marktanteil von 98 % am tansanischen Markt.

## Tochtergesellschaften
- Tanzania Breweries Limited – Herstellung, Vertrieb und Verkauf von alkoholfreien Malzgetränken, Malzbier und alkoholischen Fruchtgetränken
- Kibo Breweries Limited (100 %) – Verwaltung des Anlagevermögens. Die Unternehmen der Gruppe leasen Kraftfahrzeuge, Maschinen, Anlagen und Möbel.
- Tanzania Distilleries Limited (65 %) – Herstellung von Spirituosen
- Darbrew Limited (60 %) – Herstellung traditioneller afrikanischer Getränke
- Mountainside Farms Limited (4 %) – Anbau von Gerste

## Marken
Zurzeit werden die folgenden Marken von TBL vertrieben:
- Castle Lager
- Castle Lite
- Kilimanjaro Lager
- Eagle
- Balimi
- Ndovu Special Malt
- Safari Lager
- Castle Milk Stout
- Grand Malta
- Bia Bingwa
- Safari Sparkling Water
- Konyagi